# Австралийская большая дрофа
Австралийская большая дрофа  (лат. Ardeotis australis) — вид птиц семейства дрофиных. Подвидов не выделяют.
Длинная шея светло-серая спереди, а коричневое оперение покрывает крылья и верхнюю часть тела. Крылья имеют пятнистую окраску с черно-белым рисунком, который виден во время отдыха или особенно в полете. Клюв от беловатого до коричневого цвета. Ноги длинные и от желтого до кремового цвета.
Эти птицы ведут кочевой образ жизни, перемещаясь в поисках еды в более плодородные районы и с лёгкостью преодолевая большие расстояния.
Обитают на обширной территории Австралии и в южной части Новой Гвинеи. Питаются семенами и сочными плодами растений, насекомыми, моллюсками, ящерицами, птенцами и мелкими грызунами.